# Passeport kazakh
 (novembre 2012).
Si vous disposez d'ouvrages ou d'articles de référence ou si vous connaissez des sites web de qualité traitant du thème abordé ici, merci de compléter l'article en donnant les références utiles à sa vérifiabilité et en les liant à la section « Notes et références ».
Le passeport kazakh  est un document délivré aux citoyens du Kazakhstan pour voyager en dehors de leur pays.